# Cristian Salvato
Cristian Salvato (ur. 18 sierpnia 1971 w Campo San Martino) – włoski kolarz szosowy, dwukrotny mistrz świata.

## Kariera
Pierwszy sukces w karierze Cristian Salvato osiągnął w 1989 roku, kiedy wraz z kolegami z reprezentacji zdobył złoty medal w drużynowej jeździe na czas na mistrzostwach świata juniorów. Złoto w tej konkurencji zdobył też na rozgrywanych cztery lata później mistrzostwach świata w Oslo, gdzie partnerowali mu Rossano Brasi, Gianfranco Contri i Rosario Fina. Wynik ten powtórzył w 1994 roku, kiedy razem z Gianfranco Contrim, Luką Colombo i Dario Andriotto zwyciężył na mistrzostwach świata w Agrigento. W jeździe drużynowej na czas wygrywał także na igrzyskach śródziemnomorskich w Atenach w 1991 roku i podczas igrzysk śródziemnomorskich w Roussillon dwa lata później. Trzykrotnie startował w Vuelta a España, najlepszy wynik osiągając w 1997 roku, kiedy zajął 76. miejsce w klasyfikacji generalnej. Ponadto w 1996 roku zajął 94. miejsce w Tour de France oraz 83. pozycję w Giro d'Italia. Nigdy nie wystąpił na igrzyskach olimpijskich. W 2001 roku zakończył karierę.